# Zephyrosaurus
Zephyrosaurus ("ještěr Boha západního větru") byl rod menšího bazálního ornitopodního dinosaura, který žil v období spodní křídy na území dnešní Montany v USA (geologické souvrství Cloverly a souvrství Cedar Mountain).

## Popis
Jednalo se o poměrně malého ptakopánvého dinosaura. Dosahoval délky kolem 1,8 až 2 metrů a hmotnosti asi 20 kilogramů.
Fosilie tohoto dinosaura jsou velmi fragmentární a až donedávna proto nebyl tento býložravý ornitopod příliš dobře znám. Šlo o malého a rychle běhajícího ornitopoda, který možná stejně jako příbuzný rod Oryctodromeus dokázal vyhrabávat podzemní nory. Typový druh Z. schaffi byl popsán paleontologem Hans-Dieterem Suesem v roce 1980.